# Castrum Bizantino

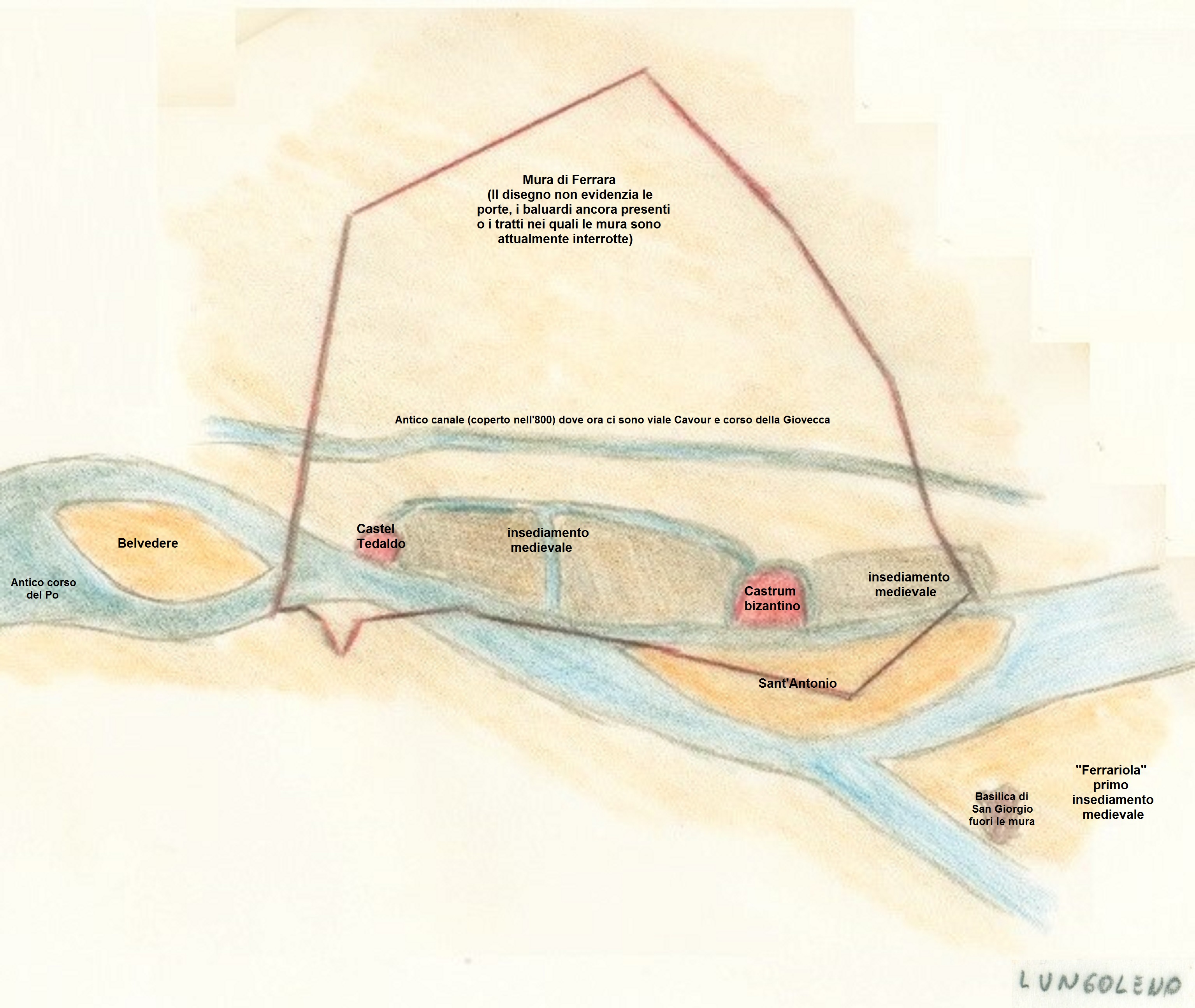
In het rood Castello dei Curtensi rechts en Castel Tedaldo links. Beide vormden de Grote Oever van Ferrara. Middeleeuwse contouren in het bruin

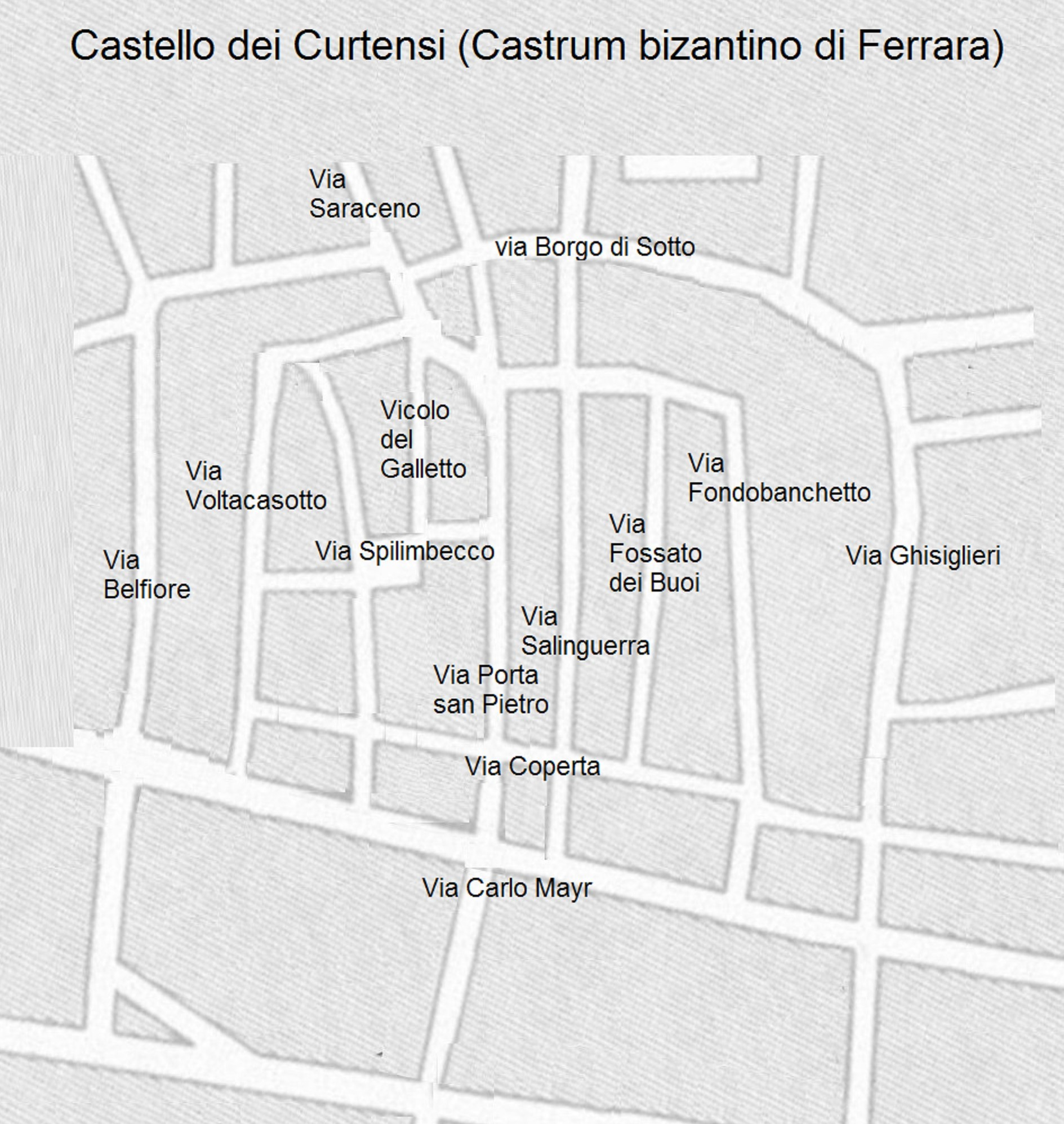
Castello dei Curtensi in het stratenplan van Ferrara

Het Castrum Bizantino of Castello dei Curtensi was een fort van de Byzantijnen in Ferrara (Noord-Italië). Het bestond van de 6e eeuw tot waarschijnlijk de 11e eeuw, toen de eerste stadsmuren van Ferrara rezen en toen Ferrara als stad ontstond.

## Historiek
In de 6e eeuw strekte het exarchaat Ravenna zich uit tot in de delta van de Po en zijrivieren. Het exarchaat was een Byzantijnse provincie in Midden- en Noord-Italië, die reikte tot in Venetië in het noorden. De Byzantijnse handel aan de mondingen van de Adige, de Adigetto, de Po en de Po di Volano moest gevrijwaard worden. Om die reden bouwden de Byzantijnen een fort, Castello dei Curtensi, letterlijk: het kasteel van de hovelingen, op de linkeroever van de rivier Po di Volano. De rivier splitst zich daar op in twee zijtakken richting Adriatische Zee. Het fort controleerde zodoende twee toegangen tot de Adriatische Zee. Het was de oorsprong van de stad Ferrara in de middeleeuwen. De Byzantijnen waren niet de eerste bewoners van Ferrara; de eerste nederzettingen bevonden zich overigens op het eiland Sant'Antonio in de rivier Po di Volano.
Naast een handelsfunctie had het fort een rol in de verdediging van Ravenna, aan de Adriatische Zee.
In de 2e helft van de 8e eeuw werd het exarchaat Ravenna opgedoekt. Het Byzantijns fort bleef bestaan, ook toen de streek in handen kwam van Longobarden, Franken en het pausdom. 
De bloei van de stad-in-wording Ferrara was Tedald van Canossa niet ontgaan. Tedald, markgraaf van Canossa, bouwde een tweede fort op de linkeroever: het Castel Tedaldo. Het Castel Tedaldo, naar hem genoemd, lag stroomopwaarts ten westen van het Byzantijns fort. De twee forten werden verbonden door de middeleeuwse stad die zich ontwikkelde op de linkeroever. De linkeroever werd genoemd Ripa Grande of de Grote Oever. De linkeroever werd de zuidgrens van een meer uitgestrekte stad, gericht naar het noorden. 
In het stratenplan van het Middeleeuwse Ferrara is nog duidelijk het patroon van het Byzantijns fort terug te vinden.